# Jezuïetenklooster van Gent
Het Jezuïetenklooster van Gent was samen met de kloosterkerk gevestigd op verschillende locaties in het Oost-Vlaamse Gent in België.
Na de oprichting van de orde van de jezuïeten in 1534 waren er in 1577 reeds plannen om de jezuïeten in Gent te vestigen. Ze resideerden er op verschillende locaties.

## 1591-1773 - Volderstraat

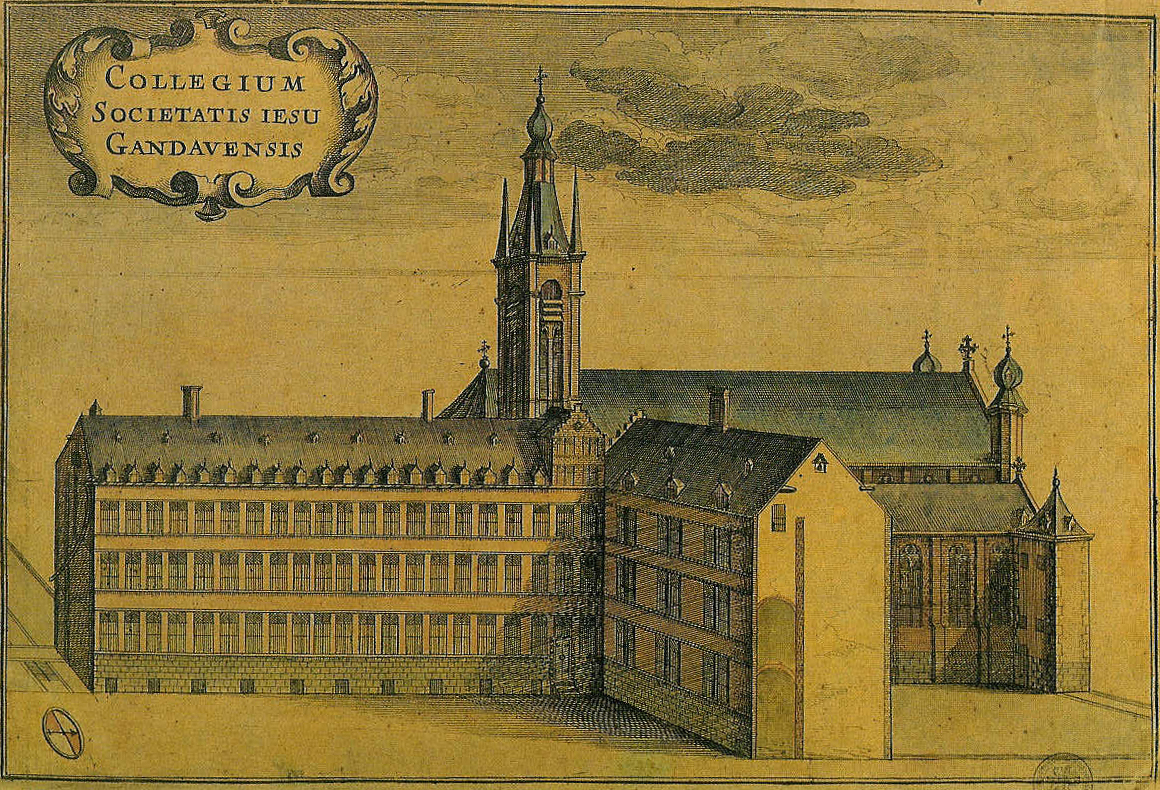
Het Jezuïetenklooster in de Voldersstraat

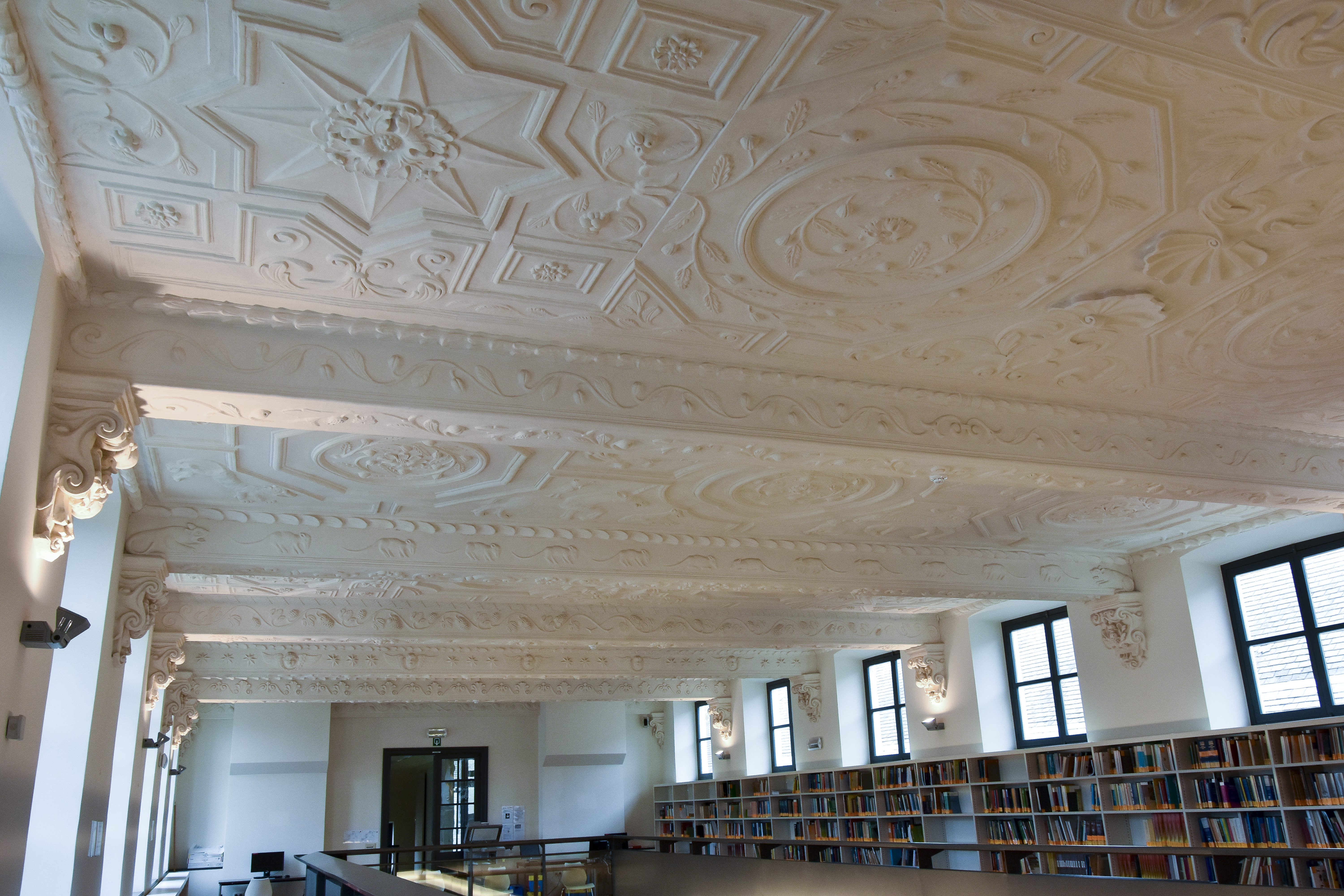
Stucplafond van Jan Hansche uit het klooster in de Voldersstraat

In 1591, op vraag van het Gentse stadsbestuur (na de Gentse Republiek), kwamen de eerste jezuïeten aan in Gent en richtten hun eerste residentie in het Hof te Veere op de hoek van de Voldersstraat en de Korte Meer dat voorheen de locatie was van de Admiraliteit van Veere en waar zeer waarschijnlijk daarna de calvinistische leider Jan van Hembyze een tijd woonde.
In 1592 kochten ze met geld dat ze kregen van het stadsbestuur het naastliggende Sersandershof en ze richten daar hun eerste Gentse school op die geheel kosteloos onderwijs verstrekte.
In 1606 werd hier de eerste steen van hun Jezuïetenkerk gelegd en de gebouwen (ontworpen door lekenbroeder Hendrik Hoeymaker) waren voltooid in 1619. De kerk was toegewijd aan Sint-Lieven.
In de omliggende straten werden huizen aangekocht om te voorzien in uitbreiding van de school en tussen 1623 en 1633 kwam er een nieuw patersverblijf en een eerste college dat in 1664 werd uitgebreid, wat nodig was, want in 1655 telde de school reeds meer dan 400 leerlingen.
Men deed er ook aan liefdadigheid onder meer door de verzorging van soldaten en pestlijders.
Op 1 januari 1679 brandde de torenspits van de Sint-Lievenskerk af.

## 1773-1814 - Onderbreking
In 1773 onder Jozef II werd de orde afgeschaft door paus Clemens XIV onder druk van enkele Europese vorsten.
Op 20 september 1773 werd het college in de Volderstraat gesloten.
Tussen 1776 en 1779 werden de goederen openbaar verkocht. Nadien werden de gebouwen gebruikt door de Raad van Vlaanderen, als rechtbank van eerste aanleg, als Bijzondere school der burgerlijke genie en als stadsschool.
In 1782 werd de Sint-Lievenskerk door de keizer overgedragen aan de kanunniken van het Sint-Veerlekapittel, die daarbij ook de bezittingen kregen van de door hem gesloten Priorij van Onze-Lieve-Vrouw Ten Walle in Elsegem.
In 1799 (tijdens de Franse tijd in België) werd deze kerk afgebroken.
Reeds in 1816 kreeg de Gentse stadsarchitect Lodewijk Roelandt de opdracht van het stadsbestuur om op de plaats van de vroegere kerk van de Jezuïeten de huidige Aula Academica van de Rijksuniversiteit Gent te bouwen voor de universiteit, wat gebeurde tussen 1819 en 1826.
In de klaslokalen kwam in 1892-1893 een stedelijke betalende meisjesschool, de latere Emile Braunschool.
In 1999 kocht de Gentse universiteit deze school aan om er na de renovatie kantoorruimten te creëren voor de rechtenfaculteit.

## 1814-1956 - Posteernestraat

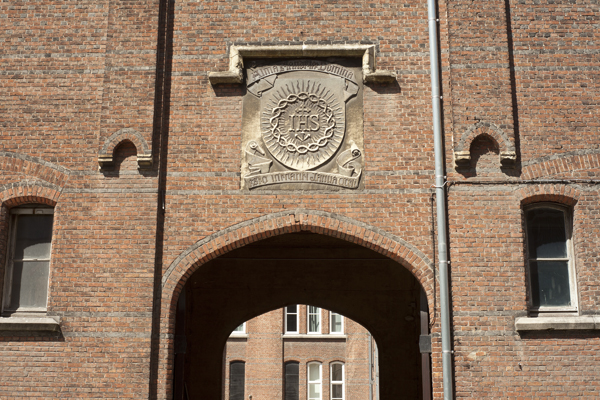
Het IHS-monogram van de jezuïeten boven de toegangspoort van de Sint-Lukasschool in de Posteernestraat

In 1814 werd de orde van de jezuïeten hersteld.
In 1823 kwamen de eerste paters opnieuw naar Gent. Kanunnik Petrus Jozef Triest stelde het Refugehuis van de bernardinessen-abdij van Oosteeklo in de Posteernestraat ter hunner beschikking, waar ze zich konden verbergen voor de overheid tijdens de Nederlandse tijd in België.
In 1832 slaagden de jezuïeten erin geheel de abdij in gebruik te nemen. Hun taak was pastoraat.
In 1843 werd de kerk van de oorspronkelijke abdij vervangen door een grotere kerk (ontworpen door de jezuïet Herman Megank). Deze kerk werd op 13 januari 1844 ingewijd door de Gentse bisschop Lodewijk Jozef Delebecque.
Datzelfde jaar besliste Adelaïde de Potter de Commines, echtgenote van graaf Jean-Baptiste Joseph d'Hane de Steenhuyse, een groot marmeren Mariabeeld aan de nieuwe kerk te schenken, een werk van de Antwerpse beeldhouwer Jean-Baptiste De Cuyper. Het beeld werd op 15 augustus 1846 in een nis boven het hoofdaltaar geplaatst. Op 9 mei 1860 kreeg het beeld een plechtige pauselijk kroning door nuntius Matteo Gonella. In 1861 kreeg het beeld de naam "Onze-Lieve-Vrouw van Vlaanderen". Bij de 50ste verjaardag van deze kroning in 1910 schreef men een prijskamp uit voor het mooiste lied ter ere van dit beeld. Lodewijk De Vocht won de wedstrijd met het bekende Onze-Lieve-Vrouw van Vlaanderen.
In 1956 sloot de jezuïetenresidentie in de Posteernestraat. De Sint-Lucasschool nam de gebouwen over, verdeelde de kerk in verschillende niveaus om er leslokalen te kunnen in onderbrengen en bouwde later een nieuwe vleugel bij. Het Mariabeeld werd in 1957 overgebracht naar de kerk van het Sint-Barbaracollege in de Savaanstaat.

## 1830-2003 - Savaanstraat

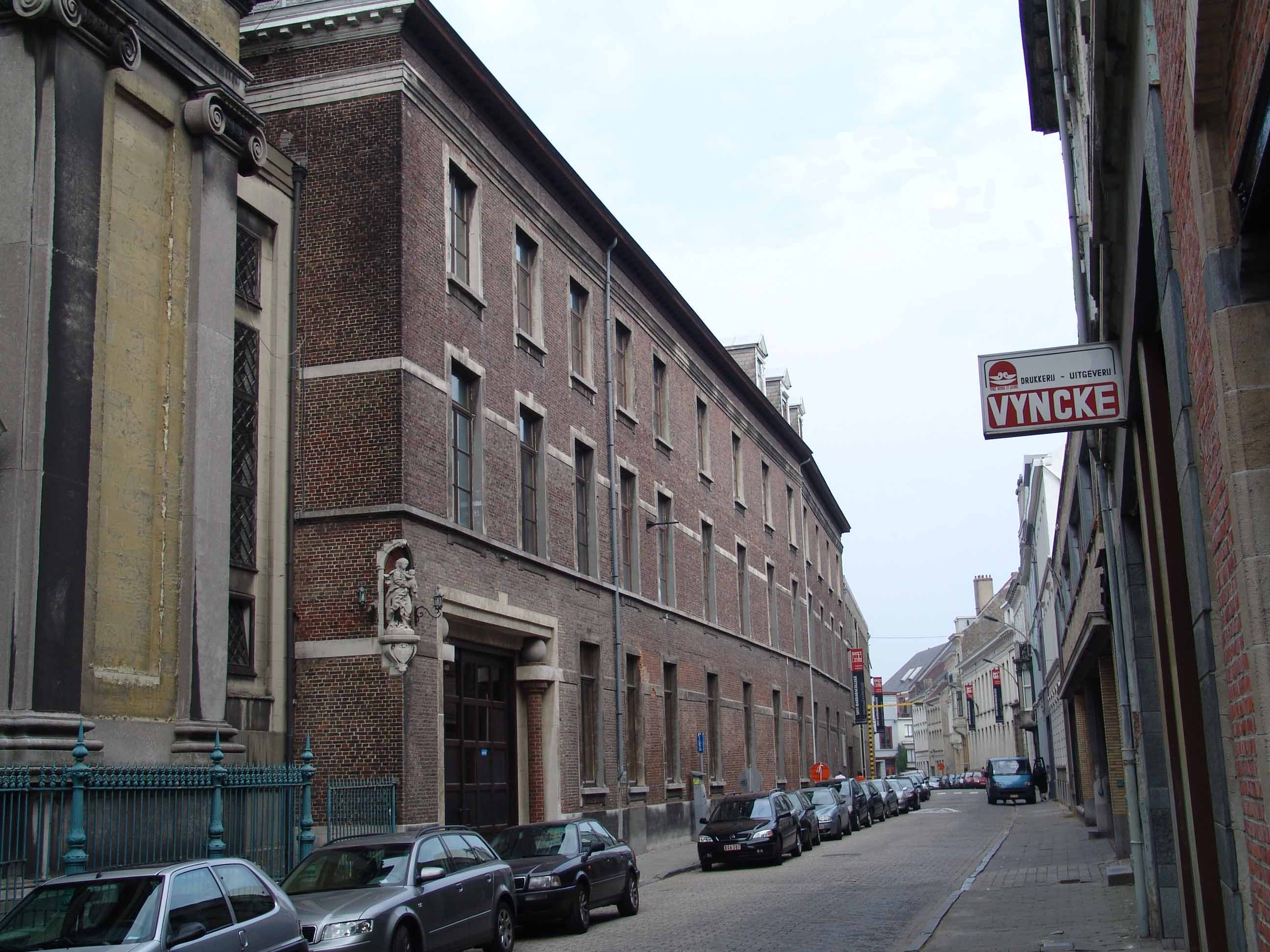
Sint-Barbaracollege in de Savaanstraat

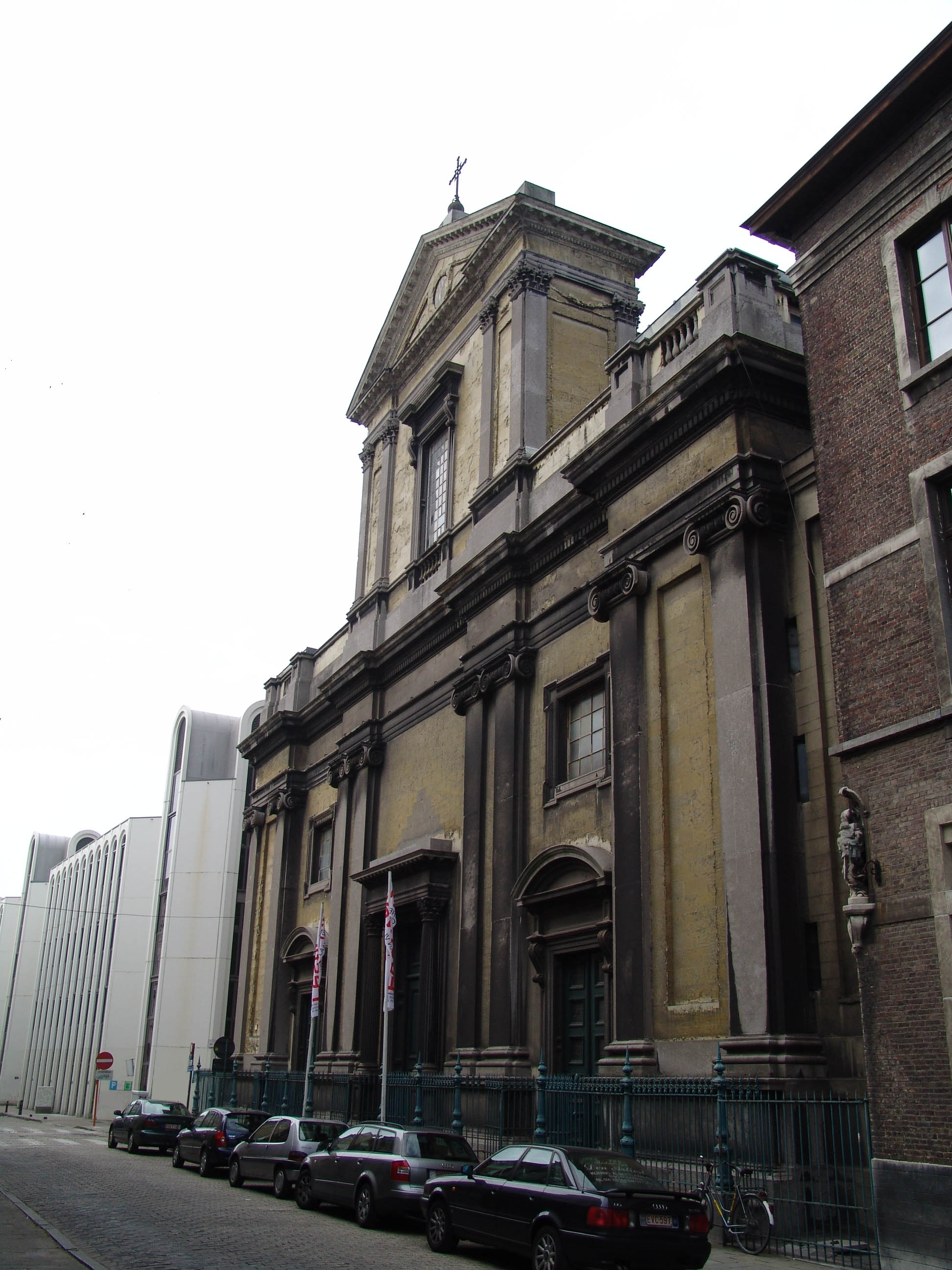
Sint-BarbaracollegeKerk in de Savaanstraat

In 1806 werden de in de Savaanstraat gelegen 15de-eeuwse gebouwen van het Klooster Sint Barbara te Jeruzalem van zusters augustinessen eigendom van de Gentse bisschop.
Na de val van Napoleon in 1814 werd er het bisschoppelijk Sint-Barbaracollege gesticht. Dit college werd in 1819 op bevel van koning Willem I der Nederlanden opgeheven, die op die manier hoopte zijn minder succesvol Atheneum in de oude Baudeloo-abdij te bevolken.
In 1830 besliste bisschop Jan Frans Van De Velde de school in handen te geven van de jezuïeten (die na een lange ballingschap uit Zwitserland waren teruggekeerd), hij schonk hen een grote som geld, maar bleef eigenaar van de gebouwen.
In 1833 beginnen de paters er een school voor externen, met in het eerste schooljaar een zestigtal leerlingen.
In 1837 kochten de jezuïeten heel het domein bestaande uit de patersvleugel.
Tussen 1854-1858 werd de kloosterkapel vervangen door een echte kerk, de Sint-Barbarakerk, een van de uitzonderlijke neobarokke gebouwen in Gent, ontworpen door pater jezuïet Frans Steyaert, jr. Het oorspronkelijke ontwerp werd echter nooit volledig voltooid.
In 1994 werd de Sint-Barbarakerk beschermd als monument
In 2003 verliet de paterscommuniteit het Sint-Barbaracollege.

## 1837 - Drongen

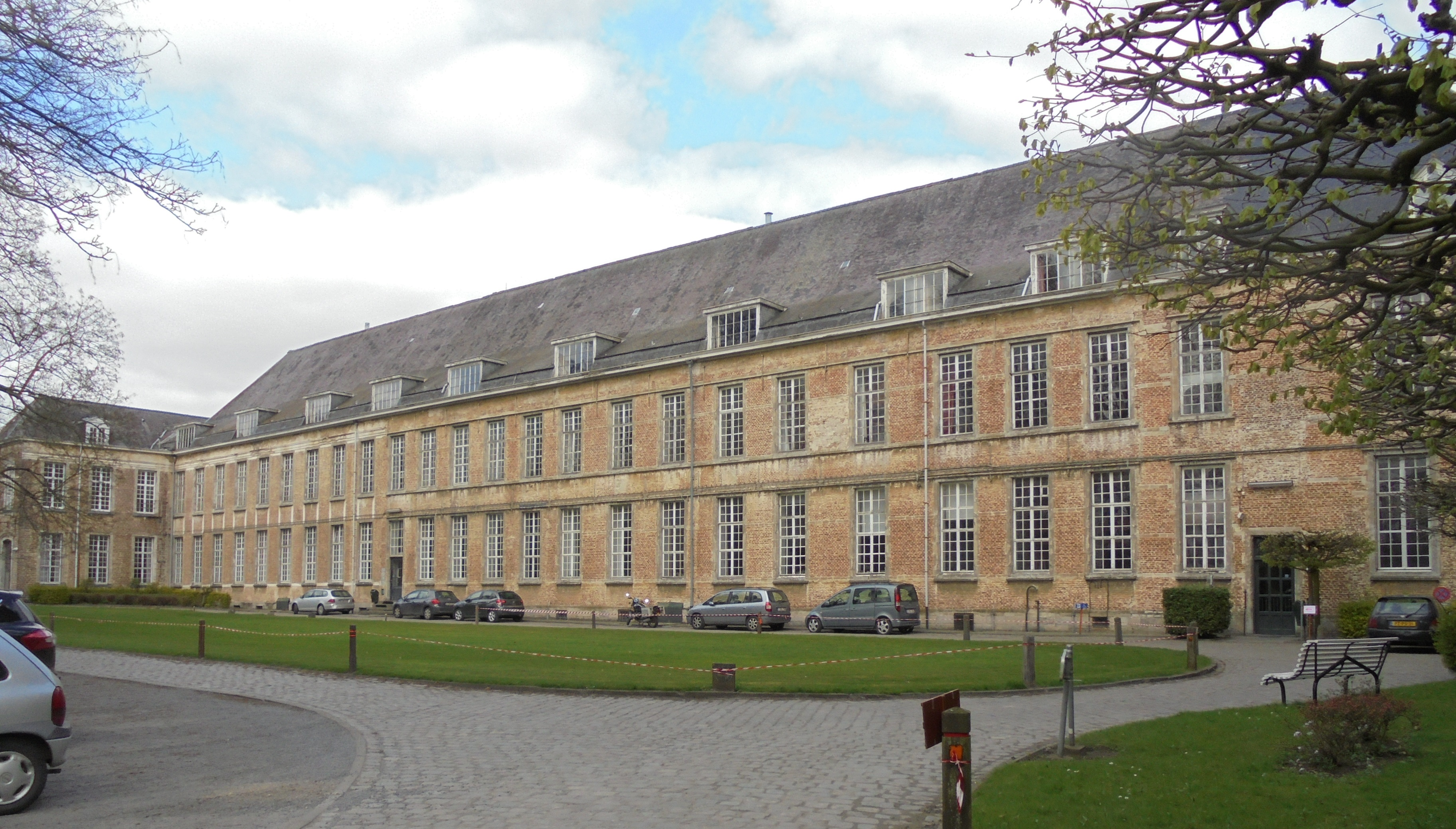
Abdij Drongen

Het monumentale abdijcomplex van Drongen ligt aan de Leie.
In 1836 kochten de jezuïeten een deel van de Abdij van Drongen en maakten er opnieuw een klooster van waar ze hun noviciaat en juvenaat vestigden.
In 1848 kochten zij ook de rest van het domein.
Op 18 mei 1878 werd een nieuwe neogotische kapel (een ontwerp van architect Jean-Baptiste Béthune) ingewijd door de jezuïet Mgr. Paul Goethals, apostolische vicaris in Calcutta.
Vanaf 1880 werd onder impuls van graaf Florimond de Brouchoven de Bergeyck een retraitehuis gebouwd, aan de kant van de  Pontbrug.
Het noviciaat en juvenaat werden afgebouwd in 1968 maar de bezinningen en retraites blijven doorgaan: vandaag is het een jezuïtisch bezinningscentrum.
In 1998 werd de abdij beschermd als monument.